# Jena-West
Jena-West ist ein Stadtteil Jenas.

## Geografie
Jena-West ist 3,39 km² groß und grenzt im Südwesten an den Stadtteil Jena-Zentrum, im Nordwesten an Jena-Nord, im Norden an Closewitz und Cospeda, im Westen an Münchenroda/Remderoda und im Süden an Jena-Süd. Durch Jena-West fließt der Bach Leutra, der im Mühltal entspringt und im Paradies in die Saale mündet.

## Geschichte
Eine vorgeschichtliche befestigte Höhensiedlung befand sich auf dem in das Mühltal ragenden Ausläufer des Baierberges über der Lutherkanzel, denn man fand einen Abschnittswall mit Steingeräten und Tonscherben.  Das Flüsschen Leutra hatte kurz vor der Mündung in die Saale eine Terrasse abgelagert. Sie war für einen Flussübergang geeignet. Dort wurde eine Furt von Ost nach West angelegt. Wahrscheinlich gab es in Jena deshalb auch ein karolingisches Königsgut mit einem Herrensitz, der nicht auf ein bestimmtes Gebiet eingeordnet werden konnte. Es wird angenommen, dass er in der Nähe der Johanniskirche stand. Dort wurden ältere Bauteile des 12. Jahrhunderts gefunden. Auch der Platz des Hauses Nydeck oder des Kollegienhofes könnten es gewesen sein. 1145 nannte man Ritter von Jena.

## Gebäude und Einrichtungen

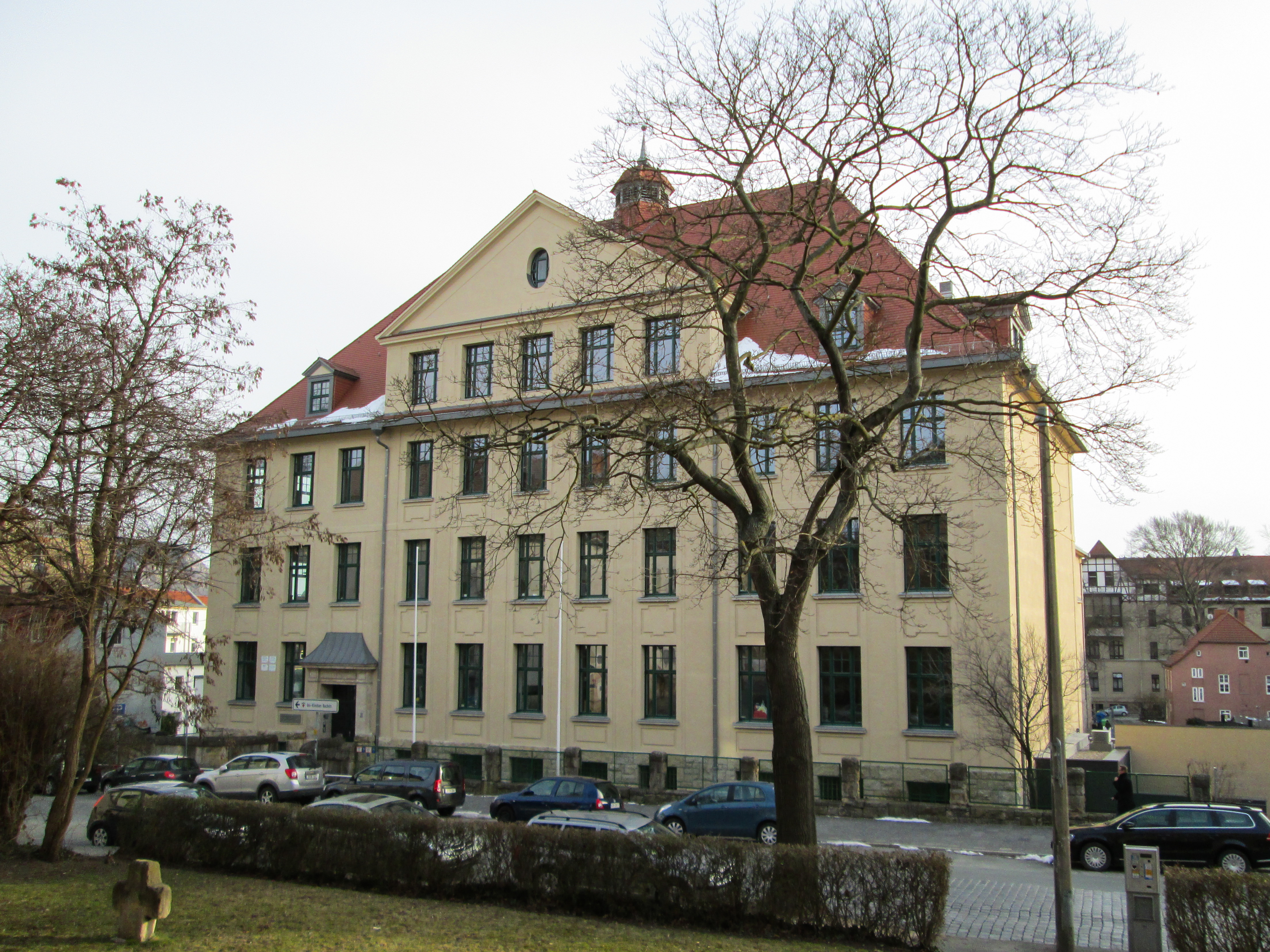
Integrierte Gesamtschule „Grete Unrein“

In Jena-West befinden sich die zum Universitätsklinikum Jena gehörenden Kliniken für Hauterkrankungen, für HNO, für Urologie, für Psychiatrie, für Frauenheilkunde und Geburtshilfe sowie für Augenheilkunde. Die beiden letztgenannten gehören zum Universitätsklinikumskomplex Bachstraße.
In der August-Bebel-Straße befinden sich neben dem ehemaligen Gebäude des Oberlandesgericht die Integrierte Gesamtschule „Grete Unrein“ Jena und die Westschule.

## Verkehr
Durch Jena-West führt die Weimar-Geraer Bahn beziehungsweise Mitte-Deutschland-Verbindung, der Bahnhof Jena West befindet sich jedoch nicht im Stadtteil Jena-West, sondern in Jena-Süd.
Durch Jena-West führen die Stadtbuslinien 14 und 16 sowie Überlandbusse. Durch die Wagnergasse und entlang der August-Bebel-Straße fuhren Straßenbahnen bis in die 1960er, jedoch sind heute nur noch einzelne Gleisabschnitte entlang der August-Bebel-Straße zu erkennen.
Durch Jena-West führt die Bundesstraße 7.